# Окаймлённый щелкун
Щелкун окаймлённый (лат. Dolopius marginatus) — вид щелкунов.

## Распространение
Этот вид щелкунов является евро-сибирским видом. Распространён на севере до северной Лапландии и Кольского полуострова.

## Экология

### Имаго
Жук длиной от 6 до 8 мм. Тело узкое, удлинённое и овальное. Передний край щита, надкрылья, усики и ноги бурого цвета. Остальные части тела окрашены в тёмно-коричневый цвет.

### Личинки
Личинка имеет цилиндрическое тело. Последний сегмент брюшка от половины длины оканчивается остроконически. На заднем конце конуса несколько рядов бородавкообразных образований, покрытых ресничками.

## Галерея

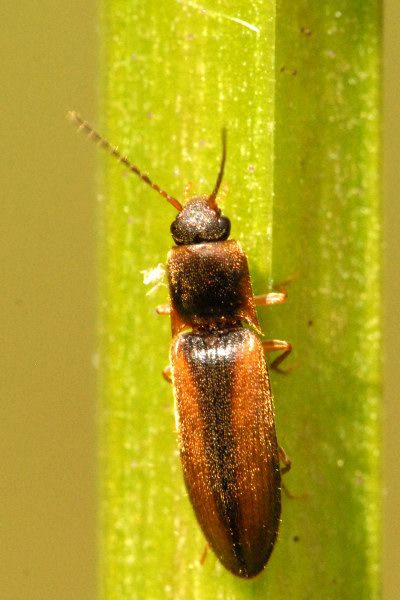